# Andreas Alariesto
Andreas Artturi Alariesto, född 11 december 1900 i Sodankylä, död där 29 november 1989, var en finländsk målare och tecknare.
Alariesto var självlärd inom måleriet. I sina figurrika, naivistiska målningar och teckningar skildrade han livet i Lappland som han själv upplevt. Han uppmärksammades på 1970-talet som en naturbegåvning och en tolk för samiska traditioner, som han förutom i bild även återgav i sina fotografier och beledsagande texter. I samband med Alariestos första separatutställning i Helsingfors konsthall 1976 utgavs en rikt illustrerad bok om hans konst. Ett offentligt galleri med Alariestos konst invigdes 1986 i Sodankylä och upprätthålls av en stiftelse som bär konstnärens namn.